# Clubiona pupillaris
Clubiona pupillaris is een spinnensoort uit de familie van de struikzakspinnen (Clubionidae).
De wetenschappelijke naam van de soort werd in 1938 gepubliceerd door Reginald Frederick Lawrence.